# Pedionomus
Pedionomus is een geslacht van vogels uit de familie Pedionomidae. Het geslacht telt één soort.

## Soorten
- Pedionomus torquatus – Trapvechtkwartel